# Fernando Sánchez de Tovar
Fernando (o Fernán) Sánchez de Tovar (m. Lisboa, 1384), I señor de Astudillo y Gelves, fue un noble, militar y marino castellano del siglo XIV que se desempeñó como almirante y adelantado mayor de la Corona de Castilla. Sustituyó a Ambrosio Bocanegra en la dirección de la Armada castellana en la guerra de los Cien Años contra Inglaterra y en las guerras fernandinas contra Portugal. También es recordado por ser el albacea del rey Enrique IIy por ser el padre del también almirante Juan Fernández de Tovar.

## Biografía
Nació en el seno de la familia leonesa de los Tovar, siendo hijo de Ruy Fernández de Tovar y Elvira Ruiz Cabeza de Vaca.
Comenzó su actividad política al servicio de Pedro I de Castilla, siendo nombrado alcalde del Concejo de la Mesta el 5 de enero de 1355.
Durante la guerra de los Dos Pedros participó en la expedición naval contra la Corona de Aragón de 1359 como capitán de una galera.
En 1366 durante la primera guerra civil castellana cambió de bando y comenzó a servir a Enrique de Trastámara en Calahorra, entregándole la ciudad. Pedro I pagó esta traición con la muerte de su hermano Juan Sánchez de Tovar.
En 1367 luchó en la batalla de Nájera y tras la derrota huyó junto a Enrique y Ambrosio Bocanegra a Aragón.

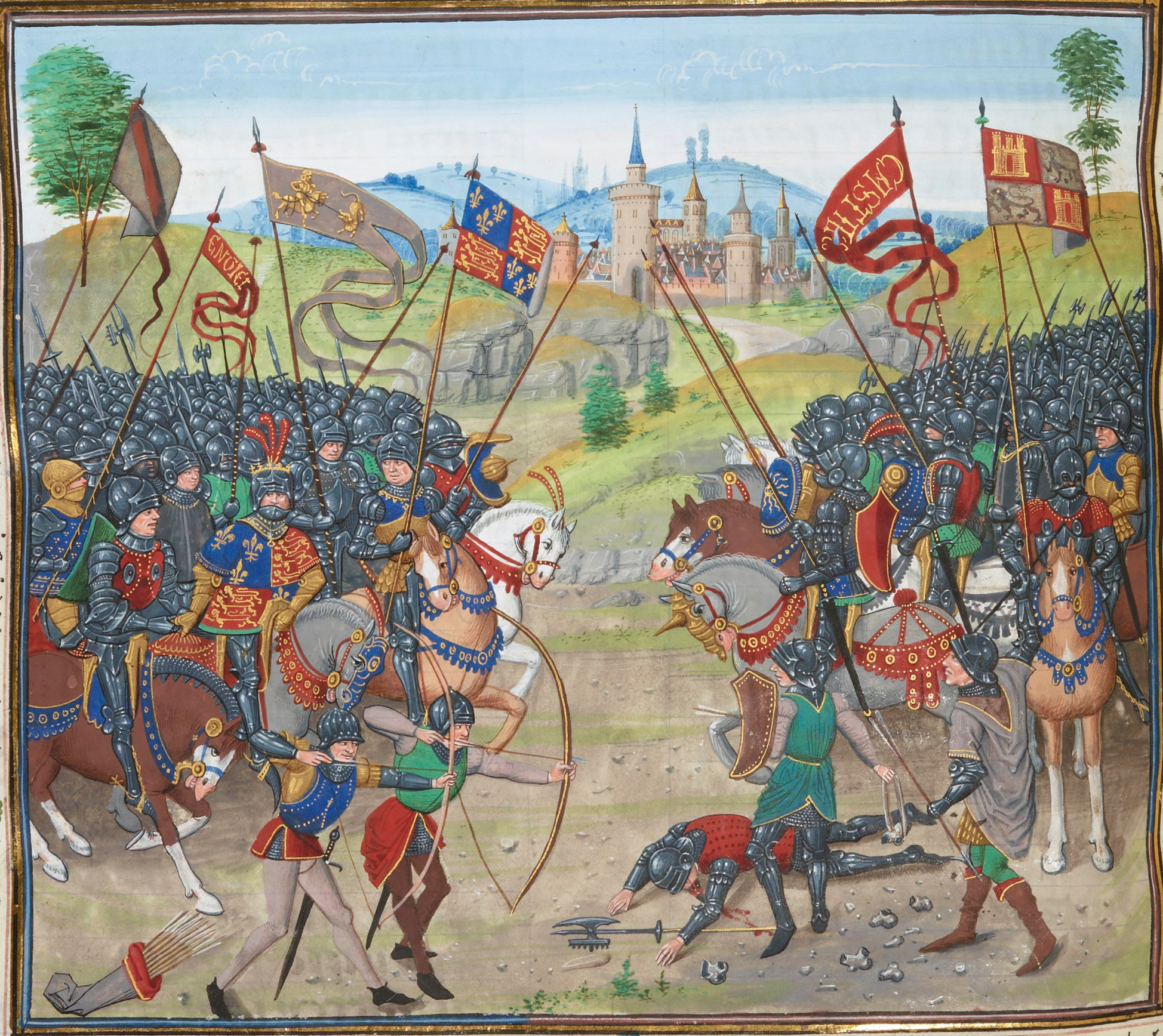
La batalla de Najera.

Tras la batalla de Montiel y la subida al trono de Enrique II de Castilla, Fernando Sánchez de Tovar continuó gozando de la confianza del soberano recibiendo el nombramiento de Guarda Mayor y el señorío de Gelves (en el Aljarafe sevillano).

### La guerra de los Cien Años
El Tratado de Toledo de 20 de noviembre de 1368, que Enrique de Trastámara había firmado con Carlos V de Francia, decía que Enrique se comprometía con Carlos a prestarle ayuda militar naval en su pugna con Inglaterra (guerra de los Cien Años). El francés reanudó las hostilidades con los anglosajones en 1369 y solicitó entonces la colaboración del castellano, que respondió a sus compromisos dando frutos en victorias como la de La Rochela (1372). El rey castellano tenía también interés directo, puesto que el duque de Lancaster tenía pretensiones al trono castellano desde 1371.

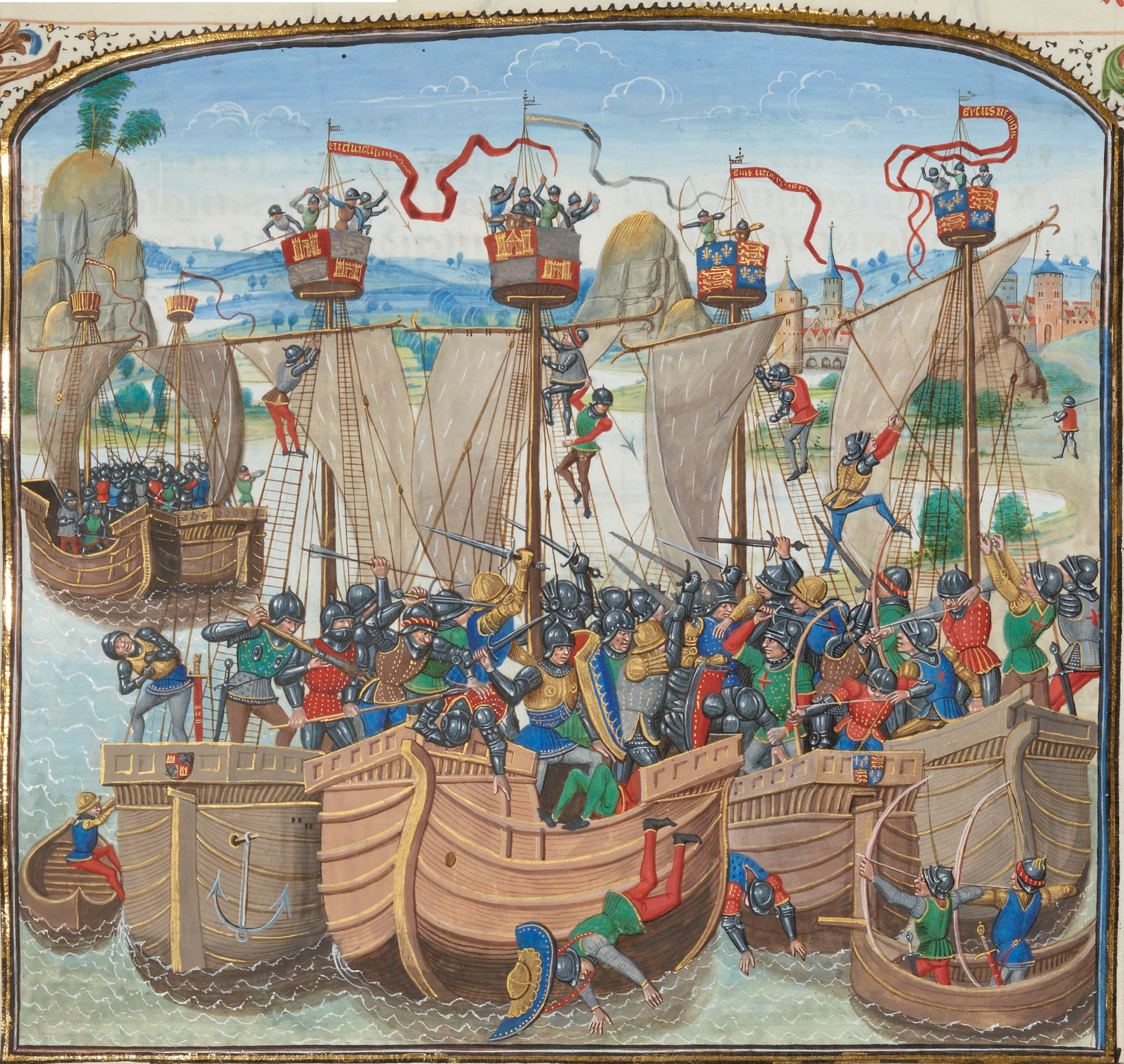
La batalla de La Rochela.

Fernando Sánchez de Tovar fue puesto al mando de quince galeras para apoyar a las tropas francesas que asediaban Brest. Esta acción era una represalia a la quema, por la flota inglesa del conde de Salisbury, de siete naves mercantes castellanas ancladas en la rada de Saint-Malo en marzo de 1373. La ciudad de Brest terminó siendo conquistada el 6 de agosto de 1373.
Sucedió a Ambrosio Bocanegra como almirante de Castilla tras el fallecimiento de este, por un privilegio fechado el 22 de septiembre de 1374 en Segovia.
Ese mismo año se le ordenó dirigirse hacia Inglaterra al frente de quince galeras. A estas se sumaron cinco más de Portugal que, según el Tratado de Santarém (1373), estaba obligado a aportar media decena de este tipo de embarcaciones armadas en los enfrentamientos anglo-castellanas de la guerra de los Cien Años. Esta flota se unió a la francesa que estaba bajo el mando del almirante Jean de Vienne. Juntos realizaron una expedición contra la isla de Wight y otros lugares del sur de Inglaterra.
Al año siguiente, otra vez en unión a la flota de Jean de Vienne, colaboró en el sitio de Saint-Sauveur-le-Vicomte, conquistada el 21 de marzo por las tropas del condestable Bertrand du Guesclin.

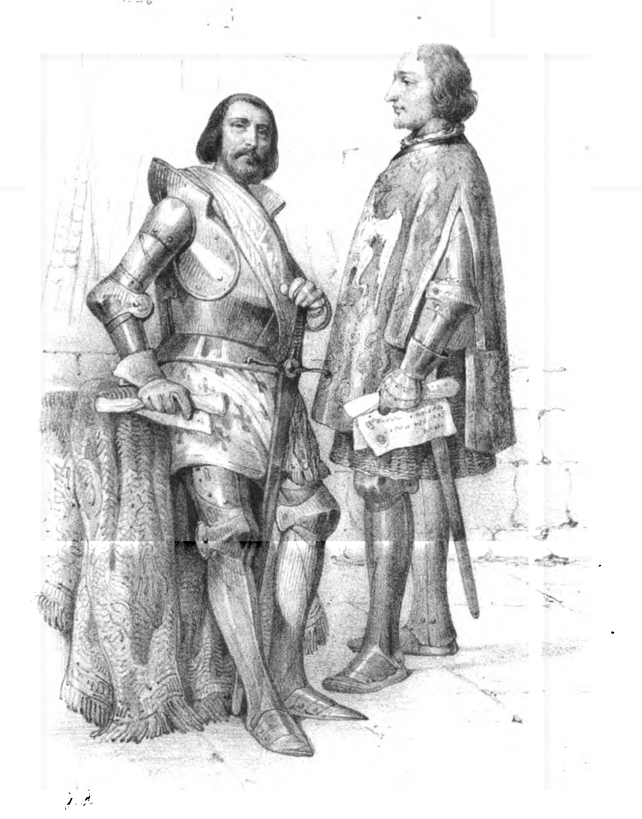
Jean de Vienne.

El 27 de junio de 1375 se firmó la Tregua de Brujas, que debía poner paz entre los contendientes pero la tregua no fue respetada y continuaron las operaciones navales.
Así, el 10 de agosto de 1375 varios marinos castellanos y algunos navíos de Burdeos y Bayona que se hallaban en Bourgneuf fueron atacados en represalia por un anterior ataque a los ingleses en Saint-Malo.
En 1377 volvieron a reanudarse las operaciones y en junio Fernando Sánchez de Tovar partió con una flota de 13 galeras a reunirse con Jean de Vienne en Harfleur. El objetivo de la expedición era desembarcar una fuerza de unos 5000 hombres en diferentes puertos de la costa inglesa.
La primera villa atacada fue Rye (29 de junio de 1377). que fue saqueada e incendiada.
La armada franco-castellana se dirigió después a Rottingdean, donde el abad del monasterio de Lewes con sus vasallos intentó presentar resistencia pero fueron derrotados y el abad resultó muerto en los combates.
Después le tocó el turno a Folkestone (20 de julio de 1377), que fue asaltada. Después fueron atacadas Portsmouth, Dartmouth y Plymouth.
El 28 de julio la flota franco-castellana retornaba a Harfleur para abastecerse y reanudar la campaña.
Tres semanas más tarde los almirantes Jean de Vienne y Fernando Sánchez de Tovar se dirigieron contra la isla de Wight, que fue totalmente arrasada, aunque el castillo pudo resistir. Desde allí la flota se dividió en dos formaciones, una que atacó Winchelsea, y otra a Hastings y Poole. Winchelsea pudo resistir gracias a la resistencia del abad de Battle pero Hastings y Poole fueron saqueadas.

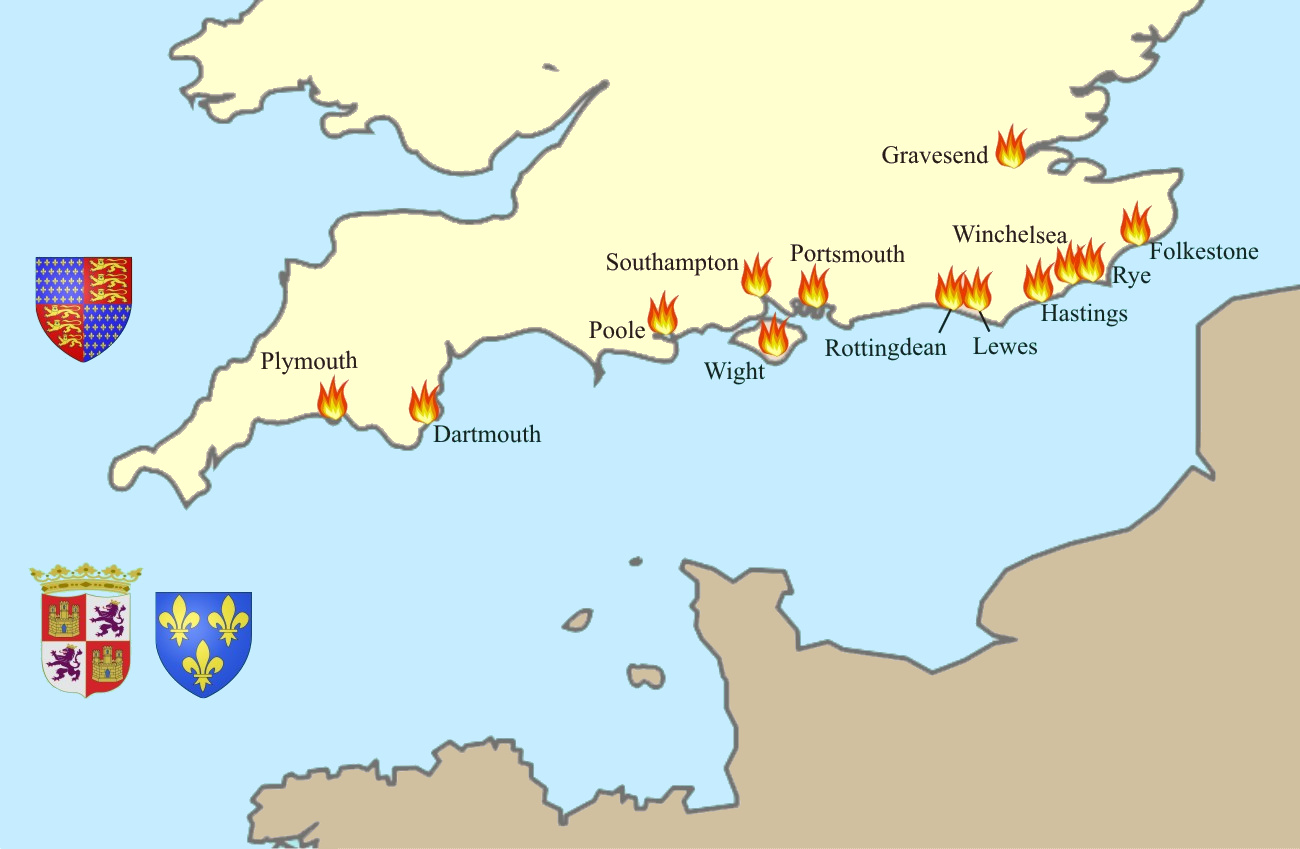
Principales ataques de Tovar y Vienne contra Inglaterra (1374–1380).

Poco después, fallecía Enrique II en Santo Domingo de la Calzada en mayo de 1379. Juan I de Castilla le mantuvo en su cargo de almirante de Castilla.
En el verano de 1380, después del acuerdo firmado por Carlos V de Francia con los embajadores castellanos, fue habilitada una nueva flota combinada franco-castellana para atacar las costas inglesas. Desde Sevilla zarpó el almirante de Castilla con veinte galeras reuniéndose el 8 de julio con el almirante francés Jean de Vienne en La Rochela. Este, antes de la llegada de los castellanos, había arrasado las islas de Jersey y Guernsey.

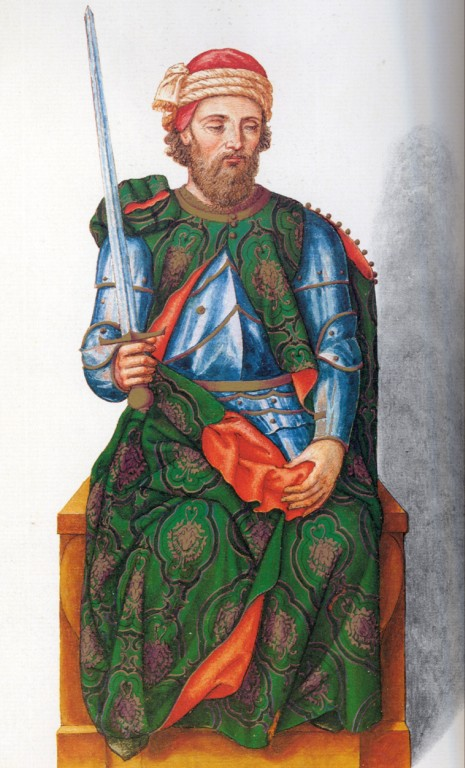
Enrique II de Castilla.

La estrategia de esta campaña fue la misma que la de tres años antes, desarrollándose en dos fases. En la primera se dirigieron a Winchelsea, donde consiguieron derrotar a las tropas del abad de Battle, retornando a Harfleur. Después de aprovisionar naves y tripulaciones, Fernando Sánchez de Tovar y Jean de Vienne decidieron atacar la capital del enemigo. El 24 de agosto zarparon de Harfleur, comenzando la segunda fase de la campaña en la que se dirigieron a la desembocadura del Támesis, remontando a continuación el río hasta llegar a las proximidades de Londres, concretamente a la villa de Gravesend, la cual incendiaron, al igual que otras pequeñas aldeas costeras cercanas. La Crónica de D. Juan I da cuenta del inusual hecho con estas palabras:

Ficieron gran guerra este año por la mar, e entraron por el río Artemisa [Támesis] fasta cerca de la cibdad de Londres, a do galeas de enemigos nunca entraron.

Esta fue la última expedición castellana en apoyo de los franceses comandada por el almirante Fernando Sánchez de Tovar, pues en adelante las hostilidades tendrán como objetivo quebrantar el poder naval de Portugal.

### Guerras fernandinas
El 15 de julio de 1380 en el Lisboa, un antiguo partidario de Pedro I de Castilla, Juan Fernández de Andeiro, había firmado en nombre de Ricardo II de Inglaterra y de Juan de Gante, tratados de alianza con Fernando I de Portugal.
En ellos se establecía que en el verano del año siguiente una fuerza inglesa desembarcaría en Portugal para unirse a otra similar reclutada por el rey de Portugal, con el objetivo de invadir Castilla y reivindicar los derechos al trono castellano del duque de Lancaster. El mando de la expedición fue confiado a Edmundo de Langley, conde de Cambridge, hermano de Juan de Gante, que habría de contraer matrimonio con la infanta Beatriz de Portugal, hija de Fernando I, y ser reconocido heredero del trono portugués.

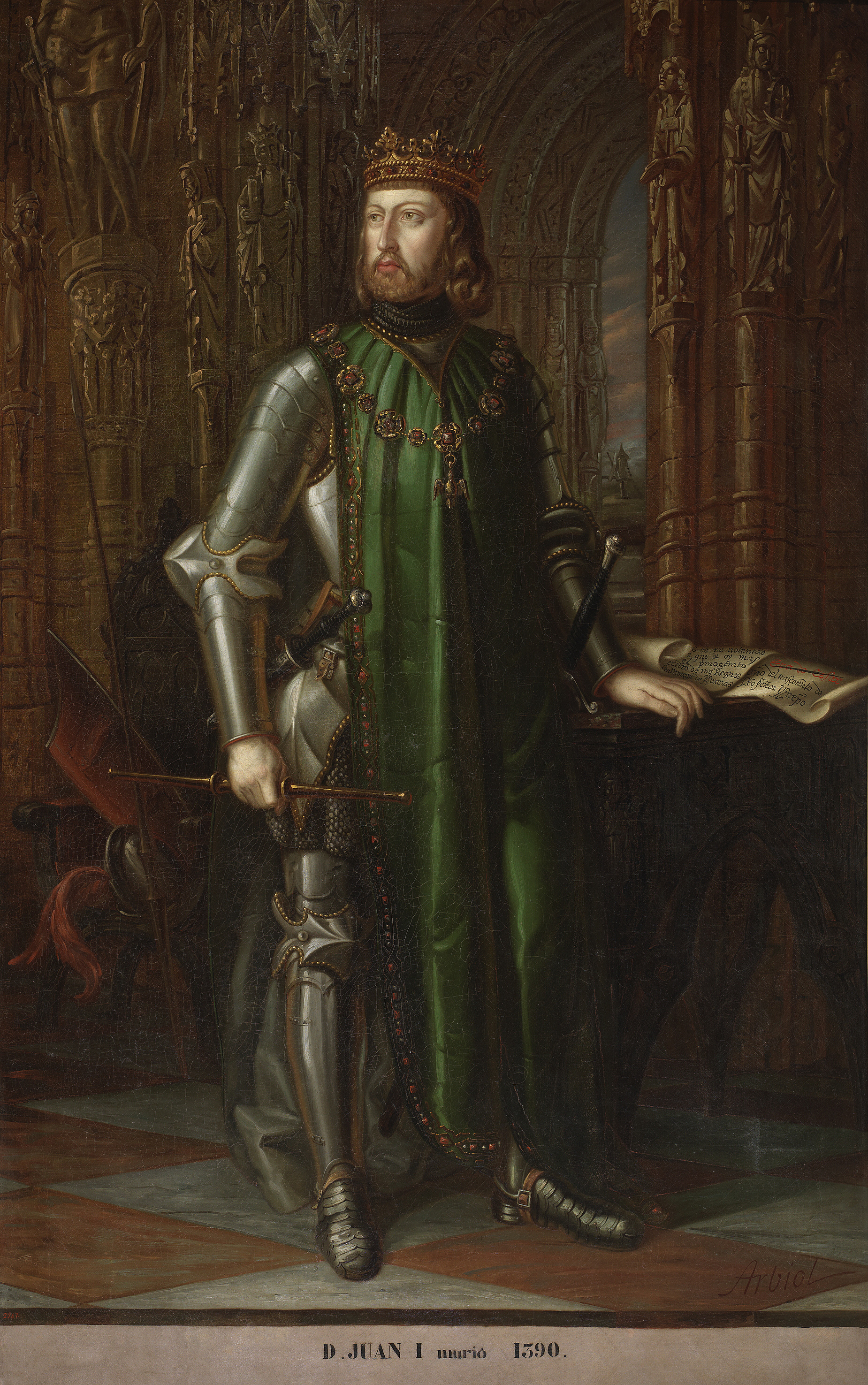
Juan I de Castilla.

Las hostilidades entre Castilla y Portugal comenzaron al año siguiente. Juan I tuvo dificultades para iniciar la campaña terrestre contra Portugal, por la tentativa de rebelión de su hermanastro el conde de Noreña y hasta julio no pudo viajar a Salamanca para tomar el mando de las tropas allí estacionadas, sitiando Almeida.
Antes, el 12 de junio de 1381, había zarpado de Lisboa el almirante Juan Alfonso Tello, hermano de la reina de Portugal, con 21 galeras, 1 galeota y 4 naos, con la misión de destruir la flota de Castilla. Casi al mismo tiempo zarpó de Sevilla Fernando Sánchez de Tovar al frente de 17 galeras, para interceptar los navíos ingleses que transportaban las tropas del conde de Cambridge. Cinco días más tarde se avistaron ambas escuadras en las cercanías del Algarve, y el almirante de Castilla ordenó a sus navíos retornar a Sevilla.
Creyendo que la flota castellana huía, Juan Alfonso Tello, inició la persecución, maniobrando tan deficientemente que 10 de las galeras se rezagaron. Rota la formación portuguesa a la altura de la isla Saltes, en las cercanías de Huelva, el almirante Tovar mandó virar en redondo y posicionarse las galeras en disposición oblicua para que sus ballesteros fueran más efectivos. La victoria castellana en la batalla de la isla Saltés fue total, solo escapó una galera portuguesa, la de Gil Lorenzo de Oporto, en tanto que el resto de los barcos fueron apresados o hundidos y el almirante portugués capturado.

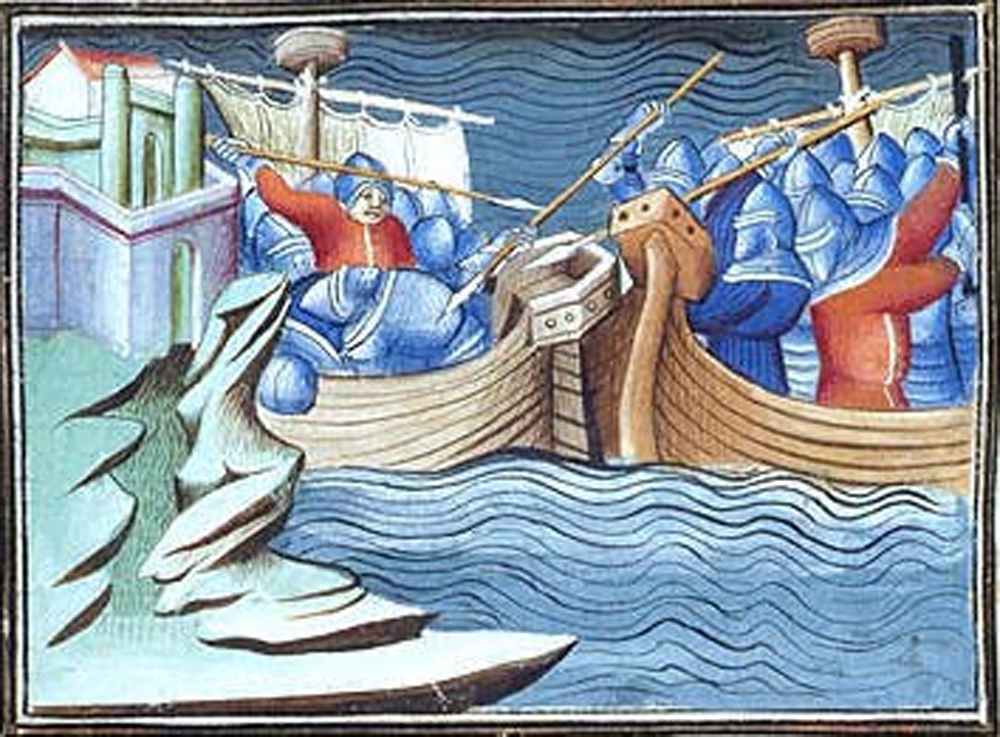
Batalla naval de la flota castellana.

El almirante de Castilla puso rumbo a Sevilla con su copioso botín, posibilitando que los transportes del Conde de Cambridge efectuaran el desembarco de sus tropas en Lisboa sin contratiempo alguno. No obstante poco después retornó a la desembocadura del Tajo con sus galeras, resultando tan eficaz el bloqueo que los ingleses no pudieron zarpar hasta mediados de diciembre, cuando las naves castellanas se retiraron a causa del mal tiempo.
En la primavera de 1382 estaba de nuevo Tovar ante Lisboa, esta vez a la escuadra de galeras se le habían unido 26 naos que procedían de los puertos del mar Cantábrico. La flota castellana no se limitó a interceptar naves enemigas, sino que realizó desembarcos en los arrabales de la ciudad y en pueblos cercanos como Embregas, Frielas, Vila Nova, Palmela y Almada, saqueando e incendiando casas, huertas y otros cultivos.
Durante el transcurso de las operaciones viajó a Zamora, donde se encontraba Juan I negociando con enviados de los regentes de Francia la aportación naval castellana al ataque francés contra los rebeldes flamencos. El 12 de junio, 6 galeras de la flota de Fernando Sánchez de Tovar, al mando de Fernán Ruiz Cabeza de Vaca, zarparon rumbo a Brujas para apoyar a las fuerzas de Carlos VI de Francia en su lucha contra el rebelde Philippe van Artevelde.
La guerra contra Portugal terminó con la paz de Elvas, firmada el 10 de agosto de 1382, siendo sus cláusulas prácticamente las mismas que las del tratado de Santarém de 1373. En mayo del año siguiente Juan I casó con la infanta Beatriz, heredera del trono portugués y reina a la muerte de Fernando I el 23 de octubre.

### La crisis portuguesa de 1383-1385
La pretensión de Juan I de Castilla a la Corona portuguesa reanudó de nuevo el conflicto. El 6 de diciembre, el Maestre de Avís, apoyado por Nuno Álvares Pereira y Álvaro Paes, se alzó en Lisboa contra la reina Leonor, regente del reino, proclamándose «defensor e regedor del reino». Para conseguir el trono, Juan I debía acabar con la rebelión ocupando la capital, e ideó un plan similar al de su padre en 1373, el férreo cerco terrestre y marítimo de Lisboa. Para llevarla a cabo instaló su campamento en Loures, ordenando al maestre de Santiago Pedro Fernández Cabeza de Vaca y al camarero mayor Pedro Fernández de Velasco iniciar las operaciones de asedio.

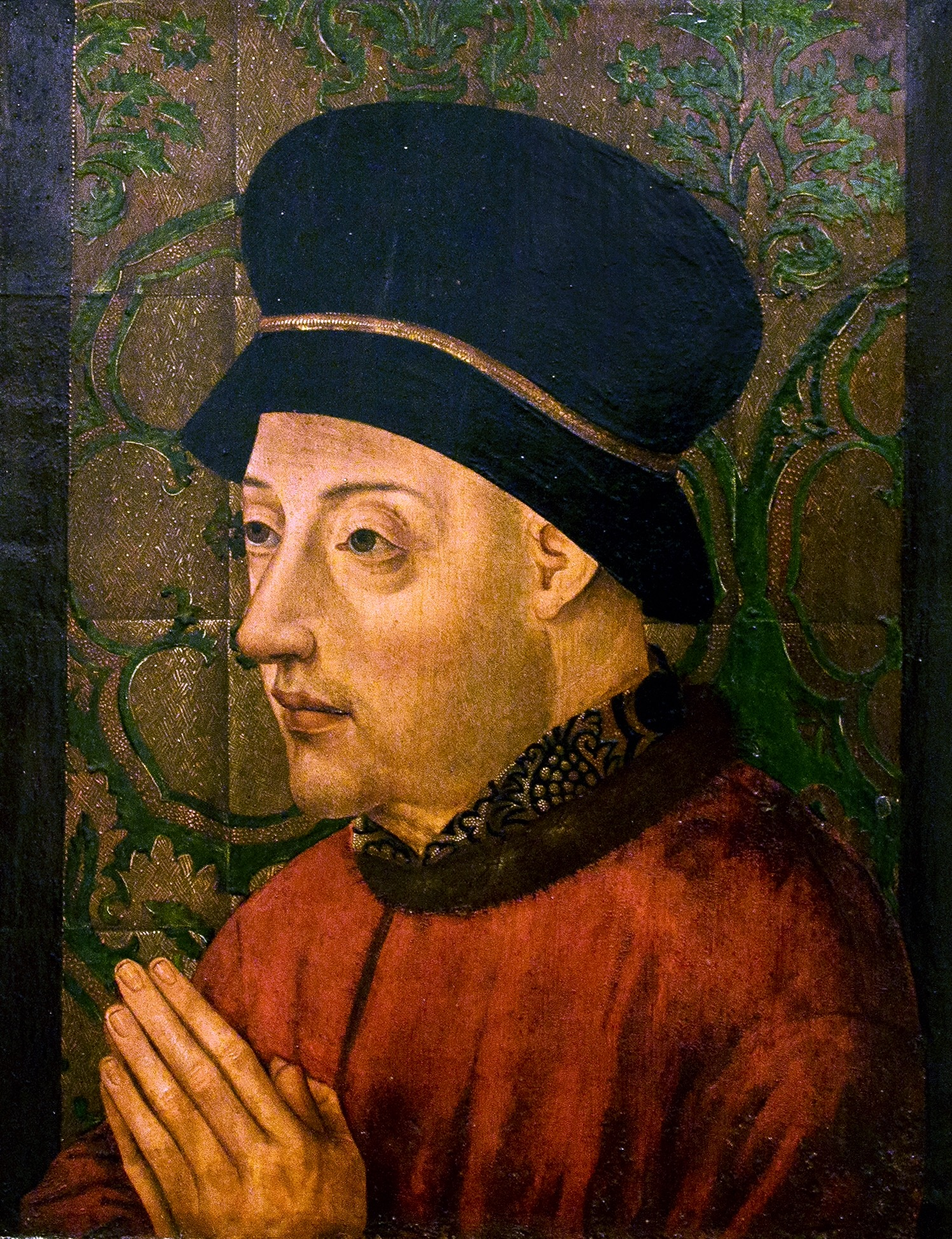
Juan I de Portugal.

Juan de Avís supo apreciar la importancia del dominio del mar, aprestando una pequeña escuadra. Gracias a la captura de cinco mercantes gallegos, a los que había sorprendido en Lisboa la rebelión, y a otras unidades genovesas y venecianas, pudo disponer de una flotilla compuesta de 7 naos, 13 galeras y 1 galeota, al mando de Gonzalo Rodríguez de Sonsa. También valoró acertadamente la importancia de las comunicaciones entre Lisboa y el exterior, ordenando a Sousa zarpar con sus naves hacia Oporto, donde el obispo de Braga estaba encargado de armar nuevas embarcaciones.
El comienzo de la campaña no fue el esperado para Juan I de Castilla, pues no pudo conquistar Coímbra, decidiendo avanzar hacia Lisboa e iniciar el asedio.
El 6 de abril de 1384, tropas castellanas al mando del conde de Niebla, Juan Alonso Pérez de Guzmán (1342-1396)Juan Alonso Pérez de Guzmán, el maestre de Alcántara, Diego Martínez y el almirante de Castilla, caían derrotadas en la batalla de Atoleiros por las fuerzas de Nuno Álvares Pereira, y cuando el ejército castellano estableció su campamento cerca de Lisboa todavía no contaba con el apoyo de la flota.
El 16 de mayo fue avistada en el mar de la Paja la vanguardia de la armada castellana, al mando de Per Afán de Ribera. Antes de quedar cortada la comunicación marítima entre Lisboa y el resto de Portugal, el maestre de Avís ordenó a Gonzalo Téllez de Meneses zarpar con las naves para reunirse con el grueso de la flota en Oporto.
El 17 de junio, la flota portuguesa de socorro llegaba a las alturas de Cascaes, dispuesta en tres formaciones. La vanguardia, compuesta por 5 naos a las órdenes de Ruy Pereira, en el centro 12 naves cargadas de víveres, y en la retaguardia 17 galeras de protección. En el bando castellano fue discutida la forma de atacar al enemigo, el almirante Tovar opinó que lo mejor sería combatir en mar abierto, en contra del parecer de Perafán de Ribera que prefería aguardar en el estuario del Tajo, para no repetir el error cometido con los transportes ingleses del conde de Cambridge. La polémica fue zanjada por la intervención de Juan I de Castilla, dando la razón a Perafán de Ribera.

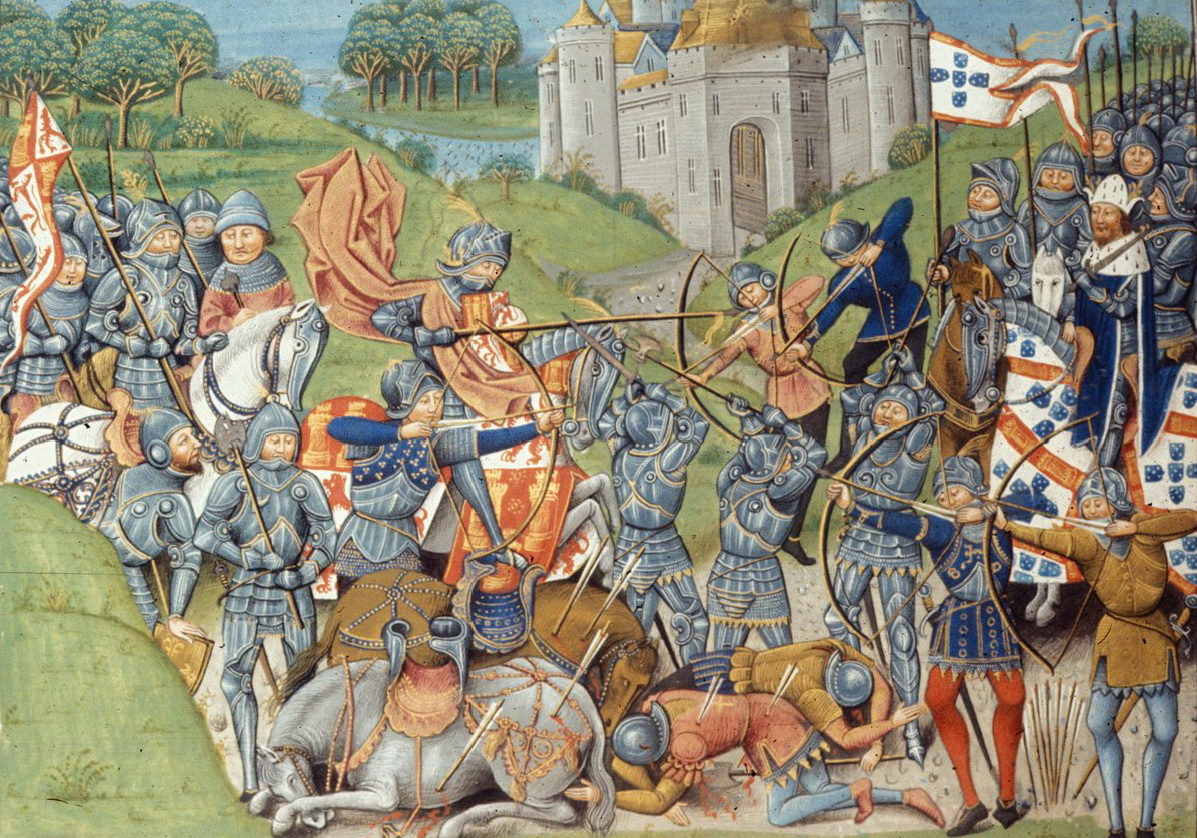
Batalla entre castellanos y portugueses.

El combate tuvo lugar el 18 de junio de 1384, y el resultado de esta intensa pelea fue aparentemente favorable a los castellanos, pues hundieron cuatro naos y causaron casi 2000 bajas al enemigo, Ruy Pereira resultó muerto en la lucha, pero el resto del convoy portugués pudo forzar el bloqueo y descargar los víveres y suministros que se necesitaban en Lisboa. Gracias a estos auxilios pudo el Maestre de Avís lanzar un contraataque conquistando el castillo de Almada, en la orilla izquierda del río Tajo.
No obstante, Sánchez de Tovar no se dio por vencido, y habiendo reunido una fuerza de hasta 61 naos y carracas, 16 galeras, una galeaza y varios leños menores, un mes más tarde lanzó una ofensiva contra el adversario. El 27 de julio ejecutó una operación anfibia de llegada al litoral, desembarco y ataque incendiario, pero la sólida defensa lisboeta, que se valió de barcos barrenados y estacas para formar una barrera, logró rechazar finalmente el asalto.
Más bajas que la reacción portuguesa causó en el ejército castellano la aparición de la peste. Muy pronto el número de víctimas aumentaría de forma alarmante, incluyendo entre ellas algunos de los más importantes nobles castellanos, entre ellos Cabeza de Vaca, Juan Martínez de Rojas, los mariscales Pedro Ruiz Sarmiento y Fernán Álvarez de Toledo, y el propio Tovar. Todos ellos militares de gran valía, cuya ausencia se haría notar durante el resto de la campaña, que terminaría con la desastrosa batalla de Aljubarrota. El ejército terrestre tuvo que retirarse de la capital, y más tarde, el 17 de agosto, Juan I, junto a la escuadra de Castilla que aún permanecía en el Tajo, dio orden de partir definitivamente hacia Sevilla.
Fernando Sánchez de Tovar falleció en su nave capitana, la San Juan de Arenas. En ella, enlutada, fue trasladado su cadáver hasta Sevilla, y sepultado en la capilla de San Clemente de la catedral de Santa María. En su tumba figuraba un epitafio, hoy desaparecido, que así decía:

Aquí yace el bueno e honrado cavallero D. Ferrant Sanchez de Tobar, Almirante de Castilla que Dios perdone, e finó sobre Lisboa en el año de MCCCLXXXIV, e mandole fazer esta sepultura Juan de Tobar su viznieto, en el año de MCCCCXXXVI.

Fue sustituido en el cargo por su hijo Juan Fernández de Tovar, y no cabe duda de que los sobresalientes servicios prestados por su padre a Enrique II y a Juan I constituyeron factores decisivos en la designación.